# .454 Casull
La .454 Casull (chiamata in misura metrica 11,4 x 35 R) è una cartuccia per revolver fabbricata per la prima volta negli Stati Uniti d'America a partire dalla metà degli anni ottanta del XX secolo.

## Storia
Lo statunitense Richard J. "Dick" Casull era un appassionato di caccia con armi corte (permessa negli USA) che, trovando inadeguate anche le cartucce più potenti allora realizzate (nel 1957) come la .45 Colt e la .357 Magnum, decise, insieme a Jack Fulmer di sperimentare per proprio conto nuove ricariche di sua stessa progettazione usando i capienti bossoli del .45,  le relative pallottole di peso intorno ai 250 grani (1 grano = 0,0648 g) ed inneschi da cartuccia per arma lunga (più resistenti alle alte pressioni).
Dopo aver fatto scoppiare numerose rivoltelle ed aver rischiato varie volte la sua incolumità fisica riuscì a sviluppare un tipo di propellente composto da tre diverse varietà di polvere che poteva imprimere ai pesanti proiettili sorprendenti velocità con relative elevatissime energie.  Restava da risolvere il problema consistente nel poter disporre di armi in grado di resistere alle sollecitazioni imposte da queste nuove cartucce e, verso la metà degli anni ‘80, Casull riuscì ad accordarsi con la Casa statunitense “Freedom Arms” per la realizzazione di alcuni prototipi.  Le prove diedero risultati talmente soddisfacenti che, nel 1983, la fabbrica decise di avviare una produzione regolare di armi per questo calibro, basate sull'impianto generale della Colt Single Action Army. Fu deciso però, per evitare pericolosi errori, di fabbricare anche le relative cartucce più lunghe, rispetto al .45 Colt, di 2,5 mm in modo tale che queste non potessero essere sparate nelle armi adatte al vecchio .45.
Da allora questa cartuccia è entrata nella regolare produzione di molte altre Case ed i revolver in grado di spararla sono numerosi (Freedom Arms, Ruger, Taurus, Uberti ecc.).  Con una energia circa doppia rispetto a quella di una .44 Magnum è una delle cartucce per arma corta più potenti sul mercato. Il suo uso è in ambito venatorio o per il tiro alle silhouettes metalliche. Recentemente alcune Case hanno messo in commercio anche vari modelli di carabina camerati per questa munizione.